# Daniel Rodrigues
Daniel Rodrigues (Compiègne, 20 de fevereiro de 1987) é um fotojornalista português.
Venceu o World Press Photo, na categoria "Daily Life". A fotografia que lhe garantiu o 1.º prémio foi tirada em Março de 2012, numa missão humanitária, na aldeia de Dulombi, na Guiné-Bissau. Daniel Rodrigues conta que "as crianças estavam a jogar à bola e fui jogar com elas. Pelo meio, fotografei-as. Gostei do resultado e fiz mais algumas fotografias semelhantes".

## Vida e obra
Daniel Rodrigues nasceu em França, mas mora em Portugal desde os 10 anos de idade.
Tirou em 2008 o curso de fotografia no Instituto Português de Fotografia. Estagiou durante três meses no Correio da Manhã e até Setembro de 2012 trabalhou na agência Global Imagens, e colaborou com outros jornais portugueses como o Jornal de Notícias, Diário de Notícias e O Jogo.
Fotógrafo premiado que em 2013 conquistou o primeiro lugar na categoria Daily Life do World Press Photo, em 2015 um terceiro lugar como Fotógrafo do Ano em POYi, em 2016 um terceiro como "Fotógrafo do Ano" no NPPA - Best of Photojournalism, em 2017 foi considerado o "Fotógrafo Ibero-Americano do Ano" no POY LATAM, entre outros prémios e menções honrosas.
Publicou os seus trabalhos e fotografias em jornais internacionais de destaque como o The New York Times, The Wall Street Journal, The Washington Post, Al Jazeera, Helsingin Sanomat, Die Welt, Daily Mail, Folha de S.Paulo e Libération.
Em fevereiro de 2020, juntamente com José Farinha e Paulo Pimenta, fundou, no Porto, a Kioskzine, uma publicação trimestral em papel formato A5, com tiragem limitada, criada exclusivamente para dar espaço privilegiado à fotografia, focada em documentar, contar e divulgar histórias.
Em 2023, Daniel Rodrigues tornou-se a primeira pessoa do mundo a atravessar África numa bicicleta eléctrica desde da cidade de Cape Town, na África do Sul, até Nairobi no Quénia. Durante quatro meses e mais de 6000 km, Daniel atravessou a África do Sul, Namíbia, Botswana, Zimbabué, Zâmbia, Malawi, Tanzânia e o Quénia.